# اچ‌ام‌اس اسکیمیتار (پی۲۸۴)
اچ‌ام‌اس اسکیمیتار (پی۲۸۴) (به انگلیسی: HMS Scimitar (P284)) یک کشتی است که طول آن ۱۶ متر می‌باشد.